# Nacktsandaal
Der Nacktsandaal (Gymnammodytes semisquamatus) ist eine Art der Sandaale (Ammodytidae), der an den europäischen Atlantikküsten heimisch ist.

## Merkmale
Der Nacktsandaal hat einen sehr langgezogenen, dünnen Körper und wird bis zu 42 Zentimeter lang. Der Kopf ist ebenfalls verlängert und besitzt eine spitze Schnauze, das oberständige Maul ist unbezahnt. Der Rücken und die Flanken sind grün bis goldfarben, die Bauchseite silbrig gefärbt. Am Kopf befindet sich zudem ein dunkler Fleck. Namensgebend ist der schuppenlose Vorderkörper der Fische.
Die lange Rückenflosse besitzt 56 bis 59 weiche und unterschiedlich lange Flossenstrahlen, wodurch die freie Kante wellenförmig ist. Die Afterflosse besteht aus 28 bis 32 Flossenstrahlen.

## Verbreitung
Der Nacktsandaal lebt an den Küsten des östlichen Atlantischen Ozeans von Nordnorwegen bis Portugal sowie der Nordsee.

## Lebensweise
Die Fische leben im Bereich des Kontinentalschelfs in Tiefen von 20 bis 200 Metern. Dabei bevorzugen sie sandige Bodengründe mit hohem Anteil an Geröll und Muschelbänken. Sie ernähren sich vor allem von Zooplankton und Jungfischen. Bei Gefahr graben sich die Tiere im Sand ein. Von März bis August laichen die Rogner im Bereich der Geröll- und Muschelflächen.

## Systematik
Der Nacktsandaal ist eine von drei Arten der Gattung Gymnammodytes innerhalb der Sandaale (Ammodytidae).

## Belege